# Dzieło otwarte
Dzieło otwarte (wł. opera aperta) – semiotyczna koncepcja analizy dzieła sztuki opisana po raz pierwszy przez Umberto Eco w 1962 roku w jego książce Dzieło otwarte: Forma i nieokreśloność w poetykach współczesnych, opisująca polisemiczność każdego dzieła sztuki i przenosząca akcent w analizie dzieła z relacji twórca – dzieło na dzieło – odbiorca.

## Wydanie książkowe
Pierwsze wydanie książki Eco ukazało się w 1962 roku i wywołało duże poruszenie w kręgach krytyki. Poza omówieniem zagadnienia dzieła otwartego w teorii zawierało ono obszerny esej dotyczący Ulissesa Jamesa Joyce’a, który pokazywał praktyczne zastosowanie opisanych koncepcji. Kolejne, poprawione wznowienia tytułu (od roku 1967) wyłączały esej o Ulissesie, który doczekał się licznych wydań jako osobna książka zatytułowana Poetyki Joyce’a (wł. Le poetiche di Joyce). Autor poszerzył za to Dzieło otwarte o tekst Sposoby kształtowania jako wyraz światopoglądu twórcy, który pierwotnie ukazał się w 1962 roku w czasopiśmie „Menabo”.

## Poprzednicy
Koncepcja włoskiego estetyka podkreśla rolę odbiorcy w procesie kształtowania dzieła. Eco nie był pierwszym, który zwrócił uwagę na ten aspekt odczytywania sensów tekstu.
Podobną myśl formułował Roman Ingarden. Jego koncepcja estetyczna koncentrowała się na miejscach niedookreślenia w każdym dziele (to, czego artysta nie przedstawi odbiorcy, musi on sam sobie wyobrazić). Tak przedstawiony proces percepcji dzieła skutkował wielością wyobrażeń wśród odbiorców wskutek kontaktu z tym samym tekstem kultury. Również Hans-Georg Gadamer twierdził, że sens dzieła rodzi się w wyniku dialogu dzieła z odbiorcą. Dialog ten, który jest swoistą grą, generuje nowe znaczenia.
Sam Umberto Eco formułując koncepcję dzieła otwartego odnosił się do teorii formotwórstwa Luigiego Pareysona, jednego z twórców współczesnej teorii estetyki.

## Koncepcja dzieła otwartego
Dzieło otwarte w najszerszym rozumieniu tego terminu to nie typ dzieła sztuki, ale propozycja możliwości interpretacyjnych każdego tekstu kultury: układ niedookreślonych bodźców w dziele sprawia, że odbiorca zmuszony jest wciąż na nowo je odczytywać, a każde z tych potencjalnych odczytań będzie inne, choć zamknięte w pewnym narzuconym przez autora szablonie, jakim jest samo dzieło. Tak więc ze względu na wielość odbiorców, a także z tego powodu że dwa odczytania dzieła przez jednego odbiorcę nie będą nigdy takie same, każde dzieło ma potencjalnie nieskończenie wiele odczytań i sensów (polisemiczność dzieła).
Jedną z przyczyn takiego stanu rzeczy jest wielość konkretyzacji (wzbudzanych przez dzieło lub jego fragment różnych skojarzeń u odbiorców z różnym doświadczeniem). Poza tym artysta dokonując aktu twórczego nie tylko odtwarza rzeczywistość, ale także nagina zasady języka (lub innego tworzywa dzieła). Gdyby autor tworząc był jednoznaczny lub wykorzystywał ograne schematy, które są dobrze znane odbiorcom, jego dzieło miałoby dość niską wartość. Przekształcając dzieło w taki sposób, aby mimo deformacji tekst wciąż pozostawał czytelny, twórca sprawia, że poprzez nieprecyzyjność i różnego rodzaju zakłócenia w kształcie utworu zwiększa się pojemność jego treści i możliwość różnorodnych odczytań.

### Otwartość jako kategoria w historii sztuki
Według Eco każde dzieło sztuki, poczynając od starożytności,  może być określone mianem dzieła otwartego, gdyż zależy to nie od intencji autora, lecz od podejścia odbiorcy, który dokonuje interpretacji. Jednak zależnie od epoki różnie postrzegano (lub nie dostrzegano) to zagadnienie.
Sztuka średniowiecza zakładała polisemiczność dzieła, ale w ograniczonym zakresie. Egzegeza biblijna pozwalała czytać tekst święty na cztery sposoby (dosłowny, alegoryczny, moralny i mistyczny). O zgodność interpretacji dbało wiele kompendiów, które objaśniały jak należy odczytywać alegorie zgodnie z zobiektywizowaną i zinstytucjonalizowaną symboliką. Tak więc kodyfikatorzy średniowiecza dążyli do zamknięcia dzieła w z góry ustalonych normach odczytania.
Inaczej kształtowała się sztuka baroku. Dążył on do wywołania wrażenie nieokreśloności, dzieło widziane z różnej perspektywy nabierało nowych znaczeń, odsłaniało nowe treści. Barokowa iluzja miała na celu wzbudzenie w odbiorcy przekonania, że dzieło jest czymś innym niż jest w rzeczywistości. Pokazanie zmienności świata, tkwiącej w nim tajemnicy i jego dynamiki wymagało twórczego zaangażowania odbiorcy, czyniąc z niego zarazem uczestnika procesu powstawania dzieła. Była to jednak poetyka realizująca koncepcję otwartości bez wewnętrznej świadomości tego zjawiska.
W romantyzmie rozpowszechniła się wizja poezji o nieokreślonym sensie i niesprecyzowanym znaczeniu (Novalis), co dawało pole do wielości odczytań. Jednak świadome rozumienie i komponowanie dzieł otwartych pojawiło się dopiero w drugiej połowie XIX wieku. Poeci (szczególnie symboliści) dążyli do nienarzucania odbiorcy konkretnego rozumienia tekstu, pozwalali mu odnaleźć własny sposób odczytania. Tego typu otwartość reprezentują wśród XX-wiecznych pisarzy m.in. teksty Kafki czy Joyce’a. W teatrze dzieło otwarte reprezentują spektakle Brechta. W tym przypadku otwartość została osiągnięta w inny sposób. Reżyser zakładał, że jego sztuka pobudzi widza do reakcji. Dopiero wtedy dzieło zostawało dopełnione, gdy widz pod wpływem „rewolucyjnej pedagogiki” Brechta odniósł się do przedstawianych na scenie sytuacji. Współcześnie otwarcie dzieła staje się postulatem wielu programów artystycznych, artyści dążą do twórczego wykorzystania tej cechy dzieła, a tworzone teorie estetyki (Pareyson) doceniają jej znaczenie dla kształtu dzieła.

### Dzieło w ruchu
Pewną grupę współczesnych dzieł sztuki Eco określa jako dzieła w ruchu, dzieła otwarte w ten sposób, że twórca daje odbiorcy możliwość różnorodnego odczytania poprzez ruchomość i przestawność jego elementów. W dziedzinie literatury do takich tekstów należą np.: Księga Stéphane'a Mallarmé (możliwość przestawiania kart w ramach kolejnych zeszytów), Gra w klasy Cortazara i Słownik chazarski Milorada Pavicia (powieść-słownik, w której kolejność czytania haseł zależy od wyboru czytelnika). W dziedzinie plastyki mobile Alexandra Caldera (struktury, które mogą przekształcać się w przestrzeni, przybierając różną formę). W dziedzinie architektury budynek Wydziału Architektury Uniwersytetu w Caracas (aule zbudowane zostały z ruchomych płyt, dzięki czemu można stale przekształcać wewnętrzną przestrzeń budynku). W dziedzinie muzyki Klavierstück XI Karlheinza Stockhausena (wykonawca sam dobiera kolejność odtwarzania następujących po sobie odcinków utworu), Scambi Henriego Pousseura (daje do dyspozycji wykonawcy 16 przebiegów muzycznych, które można dowolnie skomponować, nakładając je na siebie).

### Dzieło otwarte a współczesne teorie poznania
W coraz bardziej świadomym i celowym tworzeniu dzieł otwartych widzi Eco epistemologiczną metaforę współczesności. Nieciągłość i nieokreśloność to pojęcia typowe dla współczesnych koncepcji naukowych (np.: teoria względności, mechanika kwantowa), a ucieczka od tego, co trwałe i pewne mogą być wyrazem kryzysu współczesności lub też wręcz przeciwnie mogą pokazywać wielość wyborów, które otwierają się przed dzisiejszym człowiekiem.